# Draai
Draai a veces denominada Draij es una pequeña localidad en la zona este del distrito de Sipaliwini en Surinam.  Se encuentra ubicada a unos 190 km al sureste de Paramaribo, sobre el río Tapanahony, y a unos 20 km de la frontera con la Guyana francesa.